# Elisabeth Sandmann
Elisabeth Sandmann-Knoll (* 1960) ist eine deutsche Verlegerin.

## Leben
Elisabeth Sandmann hat nach ihrer Ausbildung zur Verlagsbuchhändlerin beim Suhrkamp Verlag Kunstgeschichte und Vergleichende Literaturwissenschaft in Bonn und Oxford studiert und über George Bernard Shaw promoviert. Nach verschiedenen Stationen bei DuMont in Köln, beim Nicolai Verlag in Berlin und beim Knesebeck Verlag in München gründete sie 2004 den Elisabeth Sandmann Verlag.
»Mein Ziel ist es, den Elisabeth Sandmann Verlag zu einer sympathischen und kraftvollen Marke zu machen, weiterhin erfolgreich zu sein und mit meinen Büchern Freude zu bereiten, aber auch Denkanstöße zu liefern. Insbesondere kleine Verlage sollten sich den Luxus leisten, eine Haltung zu haben und diese sollte idealerweise wirtschaftlich nicht korrumpierbar sein.«
Unter dem Motto »Schöne Bücher für kluge Frauen« veröffentlicht sie hochwertig ausgestattete Bücher und Bildbände zu starken Frauen, Kunst, Geschichte, Gesellschaft und Natur.
Mit dem 2005 erschienenen Buch »Frauen, die lesen, sind gefährlich« von Stefan Bollmann gelang Elisabeth Sandmann ein Bestseller; die Übersetzungsrechte wurden in 16 Länder verkauft. Ein Schwerpunkt ihrer Arbeit ist die Restitution, u. a. hat sie das Buch »Der gestohlene Klimt. Wie sich Maria Altmann die goldene Adele zurückholte« geschrieben.
Sie ist Mitglied im PEN Zentrum Deutschland und Mitgründerin des PEN Berlin.
Sie ist mit dem Verleger Friedrich-Karl Sandmann verheiratet und hat einen Sohn.